# John Cuneo
John Bruce Cuneo (ur. 16 czerwca 1928 w Brisbane, zm. 2 czerwca 2020) – australijski żeglarz sportowy. Olimpijczyk z Meksyku 1968 oraz Monachium 1972 dwukrotnie w klasie Dragon. Występ w Monachium zakończył z sukcesem jako sternik, zdobywając wraz z załogą Thomasem Andersonem i Johnem Shawem złoty medal.

## Żeglarstwo
Reprezentował Australię na dwóch igrzyskach olimpijskich:
- 1968 w Meksyku na których zajął wraz z załogą 5. miejsce[8].
- 1972 w Monachium, gdzie załoga w składzie: John Cuneo (sternik), Thomas Anderson (załoga), John Shaw (załoga) zdobyła złoty medal na igrzyskach olimpijskich w klasie Dragon[1]. Nad drugą załogą miała 28 punktów przewagi, co oznacza całkowitą dominację w regatach[9].

W 1947 r. John wygrał pierwsze mistrzostwa Queensland na małej łódce.
W latach 1956, 1958 oraz 1960 zdobył mistrzostwo Australii w klasie 12 m2 Sharpie.
W latach 1961, 1962, 1964 oraz 1965. zdobył mistrzostwo Australii w klasie Lightweight Sharpie (Australian Sharpie).
W 1966 r. w Adelaidzie wraz z załogantem A. Martin zdobył brązowy medal mistrzostw świata w klasie 5O5.
W 1965 r. w Brighton zdobył wraz z załogantem A. Martin mistrzostwo Australii w klasie 5O5.

## Wyróżnienia
W 1986 r. Cuneo został wprowadzony do Sport Australia Hall of Fame.
W 2009 natomiast został wprowadzony do Queensland Sport Hall of Fame.
W 2018 Cuneo, Anderson i Shaw zostali wprowadzeni do Australian Sailing Hall of Fame.